# Leiodytes imitator
Leiodytes imitator är en skalbaggsart som beskrevs av Olof Biström 1987. Leiodytes imitator ingår i släktet Leiodytes och familjen dykare. Inga underarter finns listade i Catalogue of Life.